# British Approved Name
Der British Approved Name, kurz BAN, ist ein offizieller und gemeinfreier Name für einen Arzneistoff oder für eine Arzneistoffkombination gemäß dem britischen Arzneibuch (British Pharmacopoeia). BAN-Bezeichnungen finden insbesondere in Ländern des Commonwealth of Nations, aber auch darüber hinaus Anwendung. BAN-Bezeichnungen verlieren jedoch derzeit gegenüber dem International Nonproprietary Name der Weltgesundheitsorganisation an Bedeutung. Dies ist unter anderem eine Folge der Anpassung des britischen Arzneibuchs an die Bezeichnungen des europäischen Arzneibuchs. Ungeachtet dessen behaupten sich neben der BAN-Bezeichnung „Adrenalin“ (INN: Epinephrin) insbesondere die einzigartigen fixen Arzneistoffkombinationsbezeichnungen des British Approved Name, wie „Co-Trimoxazol“.